# (73197) 2002 JL12
2002 جاي أل 12 (ويعرف أيضًا باسم (73197) 2002 جاي أل 12 وفق تسمية الكوكب الصغير) (بالإنجليزية: 2002 JL12)‏ هو كويكب ضمن حزام الكويكبات؛ وترتيبه 73197 من حيث الاكتشاف.
اكتُشف هذا الجُرم الفلكي بواسطة William Kwong Yu Yeung ‏ في 5 مايو 2002.

## وصلات خارجية
- (73197) 2002 JL12 في قاعدة بيانات مختبر الدفع النفاث لأجرام النظام الشمسي الصغيرة

- الاكتشاف · مخطط المدار ·  العناصر المدارية · المعلمات المادية

- (73197) 2002 JL12 على موقع ويكي سكاي: DSS2, SDSS, GALEX, IRAS, Hydrogen α, X-Ray, Astrophoto, Sky Map, Articles and images